# Бёрнс, Джон Фишер
Джон Бёрнс (англ. John Burns; род. 4 октября 1944 года) — британский журналист, обладатель двух Пулитцеровских премий, глава лондонского бюро The New York Times, отвечающий за международные вопросы. Бёрнс часто появляется на PBS, его называют «патриархом американской международной журналистики».

## Ранние годы
Джон Фишер Локсли Бёрнс родился в Ноттингеме, Англия. В детстве вместе с родителями он эмигрировал в Канаду. Здесь он поступил в Университет Макгилла. Между 1980 и 1981 годами изучан русский язык в Гарварде, а затем в 1984 году — китайский язык в Кембридже. В 1998-99 годах Бёрнс был вольным слушателем в Королевскои колледже (Кембридж), где изучал историю и культуру ислама. Также Бёрнс овладел французским и немецким языками.

## Карьера
В начале 1970-х годов Джон Бёрнс писал для канадской газеты Globe and Mail в качестве парламентского репортёра. В 1971 году его направили в Китай для освещения событий Китайской культурной революции. Это произошло после недоразумения, приведшему к временному запрету появляться вблизи Парламента, наложенному спикером Палаты общин. В 1975 году Бёрнс перешёл на работу в The New York Times, сперва репортёром для столичного раздела, а затем проявив себя и в других секциях.
Джон Бёрнс возглавлял несколько иностранных бюро The New York Times. Вместе с журналистами Джоном Дарнтоном и Майклом Кауфманом он выиграл в 1978 году Премию Джорджа Полка за репортажи из Африки. С 1981 по 1984 год Бёрнс работал главой бюро в Москве. В 1986 его перевели в бюро The New York Times в Пекине, где китайские власти посадили его в тюрьму по подозрению в шпионаже. После проведённого расследования обвинения были сняты, но Бёрнс был выдворен из страны.
В 1993 году Бёрнс получил первую Пулитцеровскую премию за освещение событий в Боснии-Герцеговине. Затем в 1996 году ему второй раз вручили Премию Джорджа Полка. Вторую Пулитцеровскую премию в 1997 году ему принесли репортажи из Афганистана.
К моменту начала вторжения коалиционных сил в Ирак в 2003 году Джон Бёрнс работал в Багдаде. Он подробно освещал войну и послевоенную оккупацию. В июле 2007 года Бёрнс переводится в Лондон, где сменяет на посту главы лондонского бюро Алана Коуэлла. 30 сентября 2007 году Бёрн был удостоен Премии Элайджи Периша Лавджоя, а также почётной степени доктора от Колби-колледжа.
Джон Бёрнс активно сотрудничает с PBS. Он неоднократно появлялся в Шоу Чарли Роуза и «Часе новостей» с Джимом Лерером с прямыми репортажами из Афганистана и Ирака. В интервью, даннов в январе 2009 года, комментатор Майкл Бэйрон назвал Бёрнса «одним из величайших иностранных корреспондентов нашего времени». В августе 2010 года, в интервью Чали Роузу, Кристофер Хитченс, вспоминая поездку с Бёрнсом в Сараево, в которой они попали под обстрел, назвал коллегу «величайшим военным журналистом нашего времени».

## Критика
Беря интервью у российского посла в Афганистане Замира Кабулова, Бёрнс назвал его в сотрудником КГБ.
Пулитцеровскую премию 1993 года Джон Бёрнс получил "за смелое и подробное освещение уничтожения Сараево и варварские убийства на войне в Боснии-Герцеговине. Позднее некоторые репортажи Бёрнса из Боснии-Герцеговины были поставлены под сомнения из-за ненадёжности источников информации.
Питер Блок в своей книге Media Cleansing: Dirty Reporting Journalism & Tragedy in Yugoslavia постоянно критикует Бёрнса за журналистскую нечистоплотность

## Личная жизнь
Джон Фишер Бёрнс женат на Джейн Скотт-Лонг, главе багдадского бюро The New York Times.